# حجيلان بن حمد بن عبد الله آل حسن
الْأَمِيرُ حُجَيْلَانُ بْنُ حَمَدٍ الْعَنْقَرِيُّ التَّمِيمِيُّ ، أمير منطقة القصيم من إمارة آل أبو عليان بايع أمام الدولة السعودية الأولى في بداية توليه إمارة منطقة القصيم وساهم في نشر دعوة الشيخ محمد بن عبد الوهاب وحارب لأجلها حتى سقطت على يد القوات العثمانية عام 1818م

## اسمه ونسبه
هو حجيلان بن حمد بن عبد الله بن حسن بن محمد بن عبد الله بن حسن بن محمد بن عليان العنقري التميمي
ينتمي إلى عشيرة آل أبوعليان من العناقر من قبيلة بني تميم

## حياته وأسرته
سكن في الطرفية وهو صغير بعد وفاة والده عند خواله التجار عاملاً وتزوج منهم بعد تولية إمارة بريدة
وقد تزوج لولوة بنت عبد الرحمن العرفج أثناء حصار بريدة من قبل ثويني بن عبد الله سنة 1201هـ/1786م وهي التي انجبت له من الذكور عبد الله ومن الإناث أربع بنات

## سمات إمارته
- يعتبر أول أمير نقل بلدته من مجتمع القرية إلى مجتمع المدنية، حيث ازال مظاهر التبعية لبلدة الشماس وضمها إلى إمارته ببريدة.
- أرسى دعائم النظم التي لم يسبق لها التدوين على الورق والكراريس مثل: تقنين نظام الهجرة إلى بريدة، بأن يُحدد الوافد إلى بريدة هدفه من قدومه إليها؛ فإن كان للعمل استضافه لمدة ثلاثة أيام ثم طلب منه الخروج إلى أي بلد آخر، وإن كان للاستيطان النهائي رحب به ومنحه قطعة أرض بهدف زراعتها واستثمارها.[4]

## انظر ايضاً
- قائمة أمراء بريدة

## وصلات خارجية
- الشعر وثيقة تاريخية اجتماعية عن أهل نجد.